# Kleverskerke
Kleverskerke (Zeeuws: Klevers) is een dorp in de Nederlandse provincie Zeeland, behorende tot de gemeente Middelburg. Met nog geen honderd inwoners is het een van de kleinste dorpen van Nederland. 
In tegenstelling tot de meeste Walcherse dorpen is Kleverskerke geen komdorp (met een dorpsplein rond een kerk) maar een wegdorp; de weinige bebouwing concentreert zich rond één straat, de Dorpsstraat. De hervormde kerk stamt uit 1671 en staat op de plaats van een oudere kapel die op zijn laatst in de dertiende eeuw gebouwd is. Aan het einde van de Dorpsstraat ligt de Berg te Kleverskerke, een vliedberg die tot in de 13e eeuw als mottekasteel werd gebruikt.
Kleverskerke is zeer geïsoleerd en rustig gelegen boven Arnemuiden en ten oosten van het Kanaal door Walcheren. Het mist elke verbinding met een weg van enig belang.

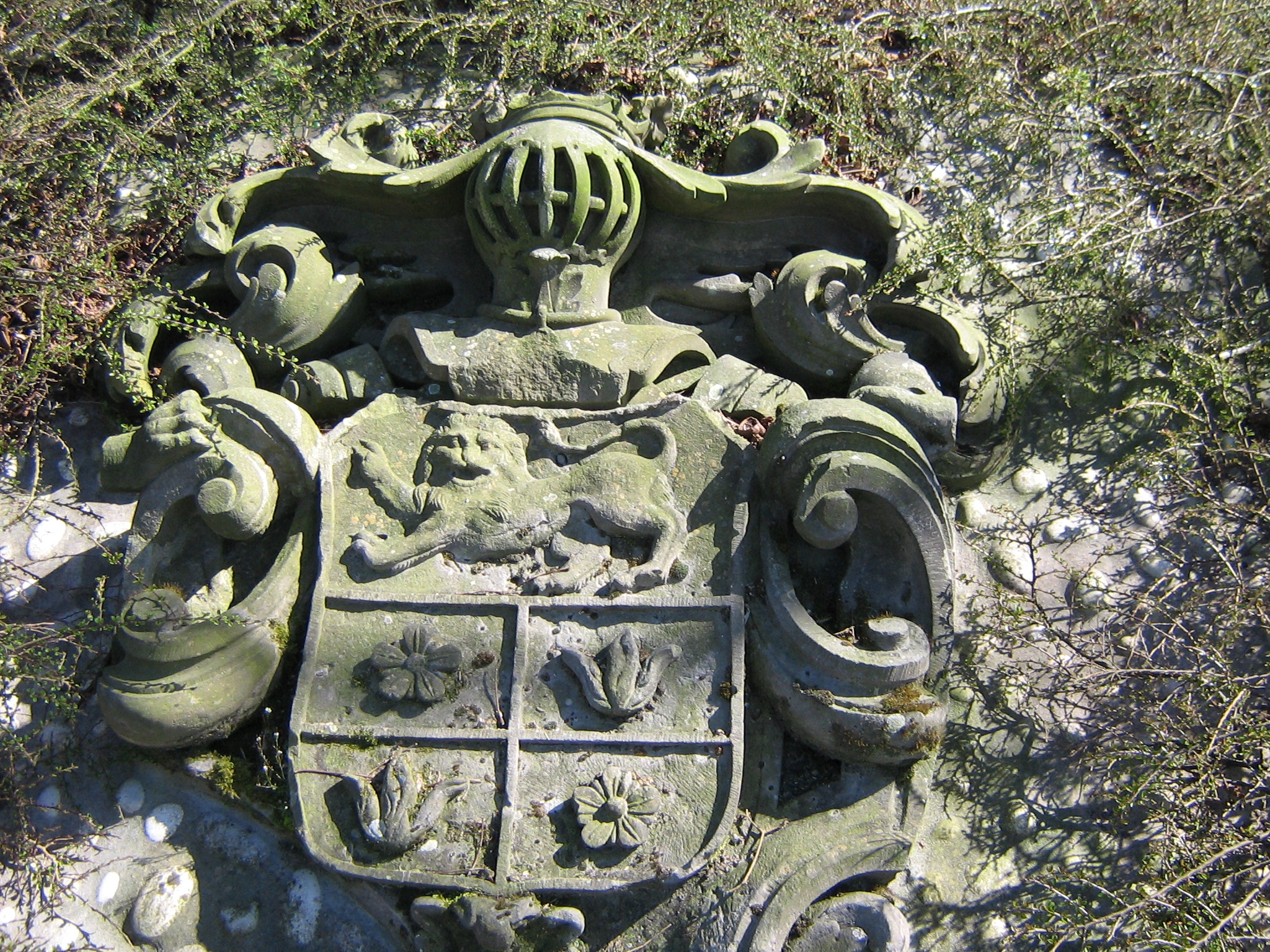
Steen met wapen van familie Van den Brand

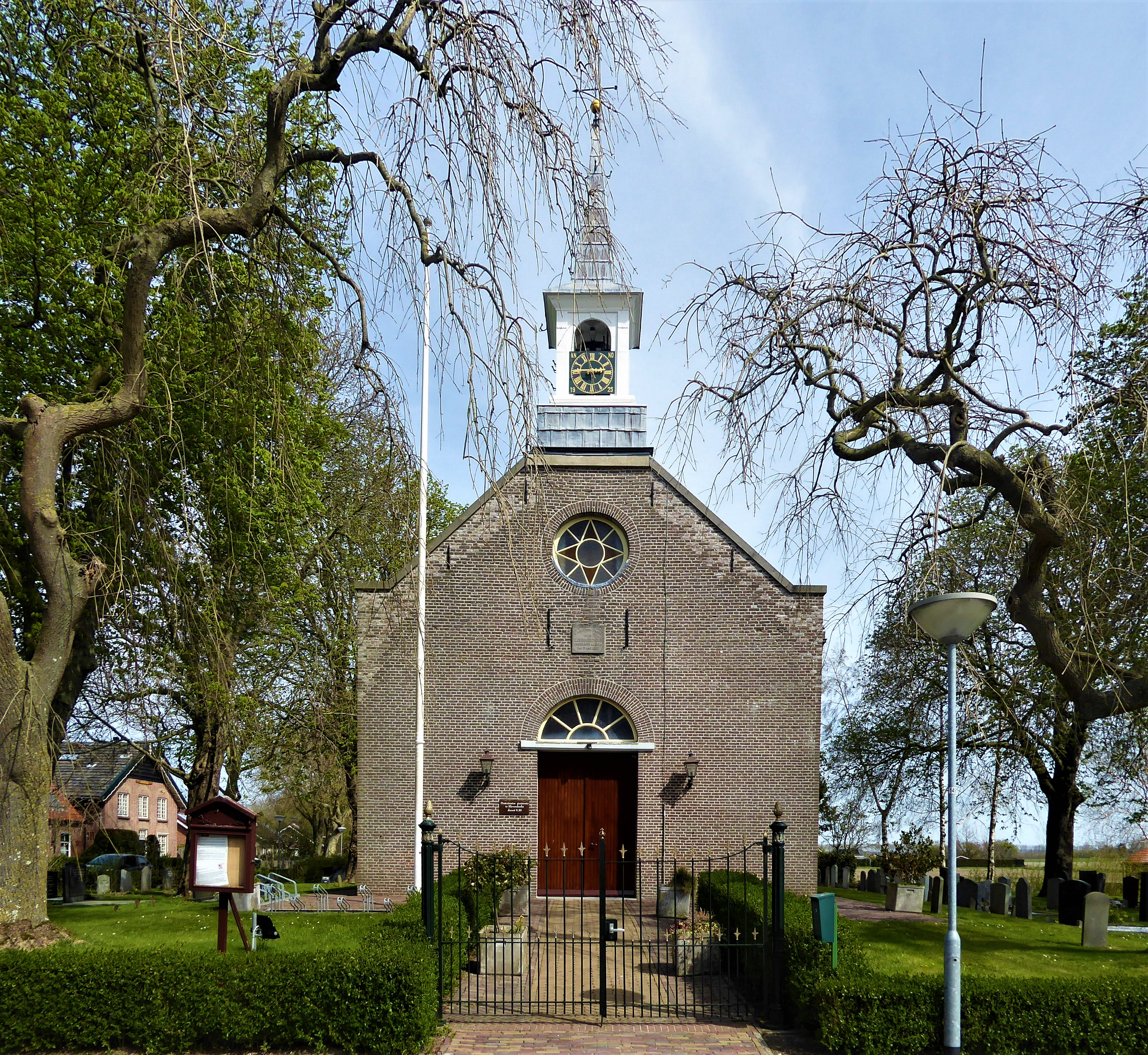
Dorpskerk

## Geschiedenis
In 1251 wordt de plaats voor het eerst vermeld; ze had toen een kapel. In de zestiende eeuw werd de plaats groot genoeg bevonden voor een eigen parochie. Van 1679 tot 1780 was het ambacht Kleverskerke eigendom van de Middelburgse patriciërsfamilie Van den Brand. Na de oprichting van het Koninkrijk der Nederlanden werd Kleverskerke een eigen gemeente; deze situatie duurde echter slechts tot 1857 toen Kleverskerke vanwege het geringe (en niet toenemende) aantal inwoners bij Arnemuiden gevoegd werd.
Kleverskerke heeft door de jaren heen altijd beschermheren en families gehad. Een van de bekendste is Maurits van Vollenhoven, een Nederlands diplomaat van rond de Eerste Wereldoorlog. Het is onbekend wanneer en hoe Van Vollenhoven heer van Cleverskercke is geworden. Wel is bekend dat hij jaarlijks een geldbedrag aan de plaatselijke kerk en school schonk.
Ook in de twintigste eeuw groeide het aantal inwoners niet. Sinds 1997 maakt het dorp deel uit van de gemeente Middelburg. 
Tijdens de bestuursperiode van burgemeester Bert Spahr van der Hoek ontwikkelde het stedenbouwkundig bureau BVR van onder anderen Riek Bakker een plan voor de verdere ontwikkeling van Middelburg, waarbij het gebied rond Kleverskerke gedeeltelijk onder water gezet zou worden en voor recreatie en wonen aan het water werd bestemd. De bewoners protesteerden heftig tegen het plan en kregen de steun van veel andere Zeeuwen. Met het aftreden van Spahr van der Hoek leek dit onderdeel van het plan op de lange baan geschoven.